# プロセニアム・アーチ

可動式プロセニアム・アーチと仮設式張り出し舞台の組み合わせ

プロセニアム・アーチ（英: proscenium arch）は、観客席からみて舞台を額縁のように区切る構造物をいう。そのためこれによって縁取られた舞台を額縁舞台と呼ぶ。またこの構造物から派生し、演技空間を規定する概念語としても用いられる。その用例で｢プロセニアム芝居」などという場合は、やや批判的ニュアンスが含まれる。
舞台作品の製作に携わる各部門において単に「プロセニアム」と呼ぶときは、プロセニアム・アーチか、アーチのある舞台上の位置そのものを指す。ただし舞台音響において「プロセニアム」というときは、プロセニアム・アーチ上面にとりつけられたスピーカーのことを指すことが多い。

## 歴史

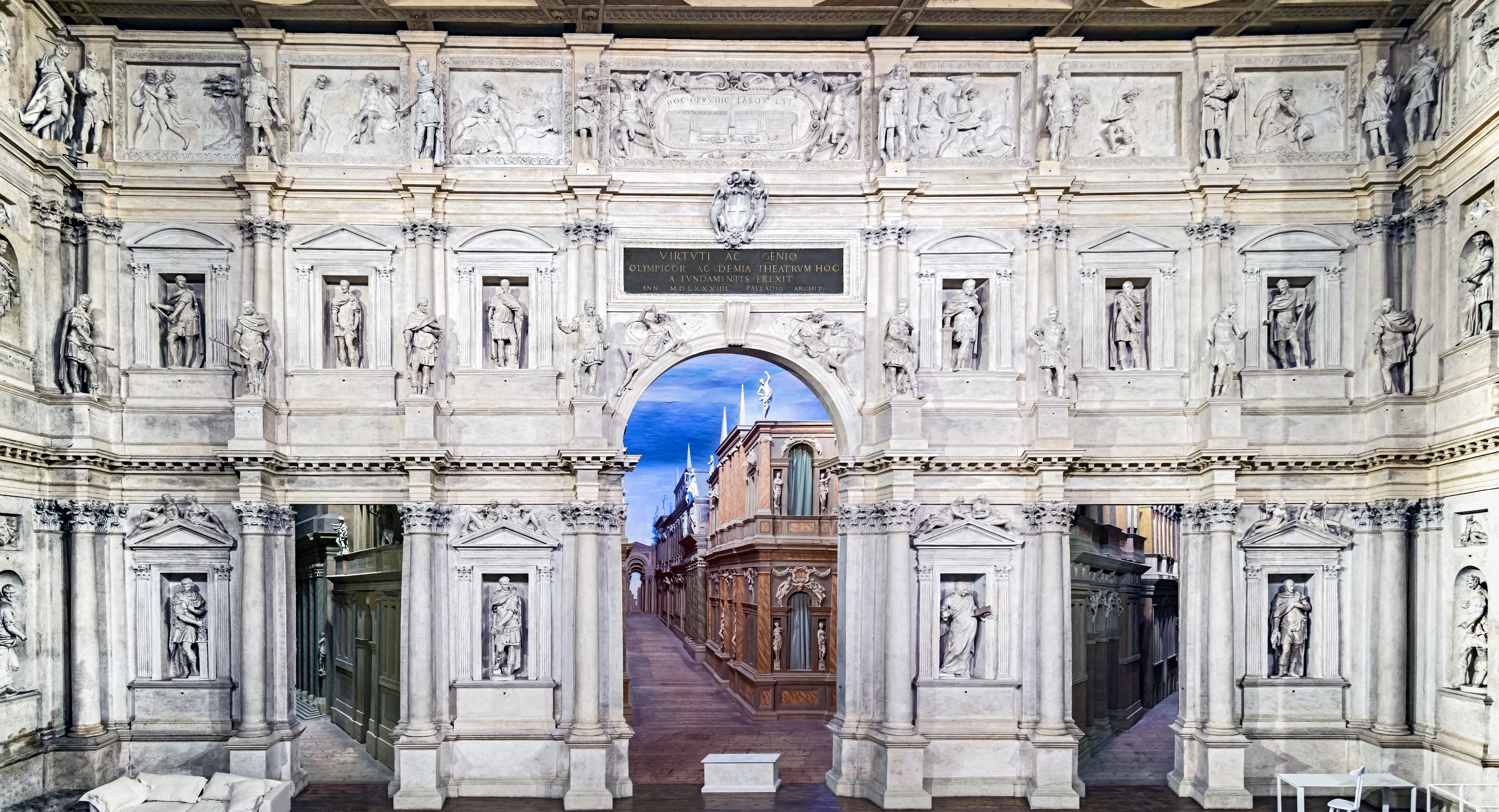
ヴィチェンツァのテアトロ・オリンピコ

イタリア、ヴィチェンツァのテアトロ・オリンピコ（16世紀後期）には、最初期のプロセニアム・アーチがみられる。プロセニアム・アーチの明確な成立を、同じくイタリア、パルマのテアトロ・ファルネーゼ（17世紀初頭）とする説もある。

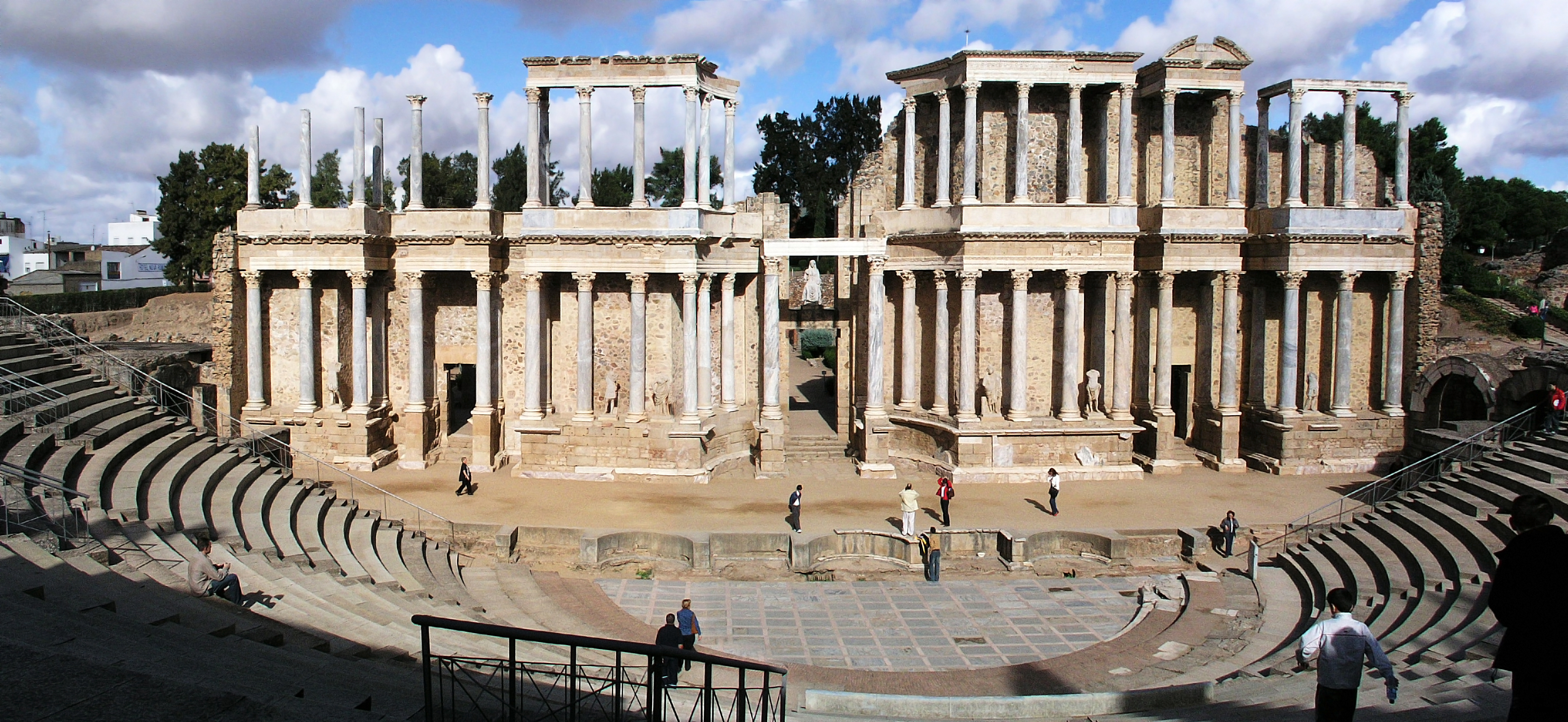
ローマ劇場

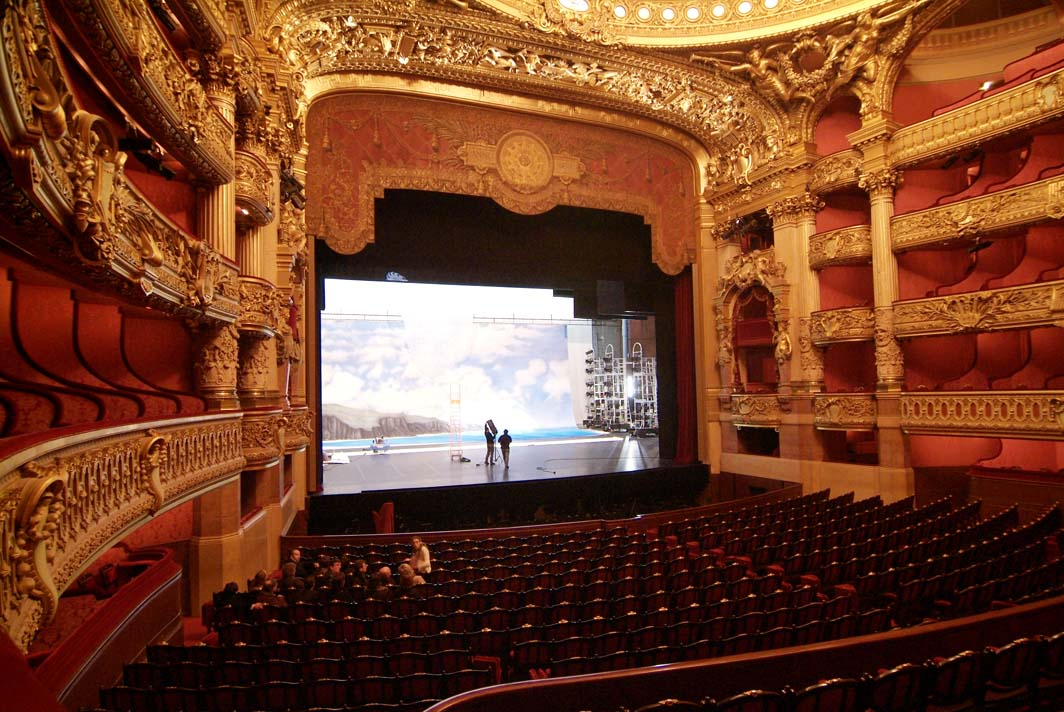
パリのオペラ座

この額縁舞台の形式はイタリア式劇場として発展し、ヨーロッパの近世から近代に次々とつくられた屋内劇場では、プロセニアム・アーチをそなえることがスタンダードとなった。ミラノのスカラ座、パリのオペラ座などにみられるように、馬蹄形の平土間と垂直にたちあがった桟敷、プロセニアム・アーチつきの舞台、さらに舞台前のオーケストラ・ボックスが、西欧近代の劇場構造の典型とされる。
プロセニアム・アーチの出現はより複雑な舞台機構を可能にした。舞台装置はプロセニアム・アーチという額縁を意識した絵画的なものになっていき、遠近法を利用した写実的な装置が生まれ、発展していった。
一方、19世紀末から20世紀初頭にかけて、プロセニアム・アーチの存在を明確に否定する劇作家・演出家が現れ始めた。例えばベルトルト・ブレヒトもその一人である。
第二次世界大戦後の日本において多数つくられた公立・私立のホールは、ほとんどがプロセニアム・アーチつきの舞台をそなえている。しかし、額縁舞台を前提とした演出（影響の項参照）に批判的な演劇人からは、プロセニアム・アーチつきの舞台を敬遠する動きもでてきた。そこで近年、可動式のプロセニアム・アーチが考案され、仮設式の張り出し舞台と組み合わせることにより、さまざまなかたちの舞台客席空間をつくりあげることが可能となった。日本国内における可動式プロセニアム・アーチを持つ演劇用の劇場としては、新潟県長岡市リリックホールの「シアター」や、愛知県長久手市文化の家にある「森のホール」などがある。

### プロセニアム・アーチ以前の舞台

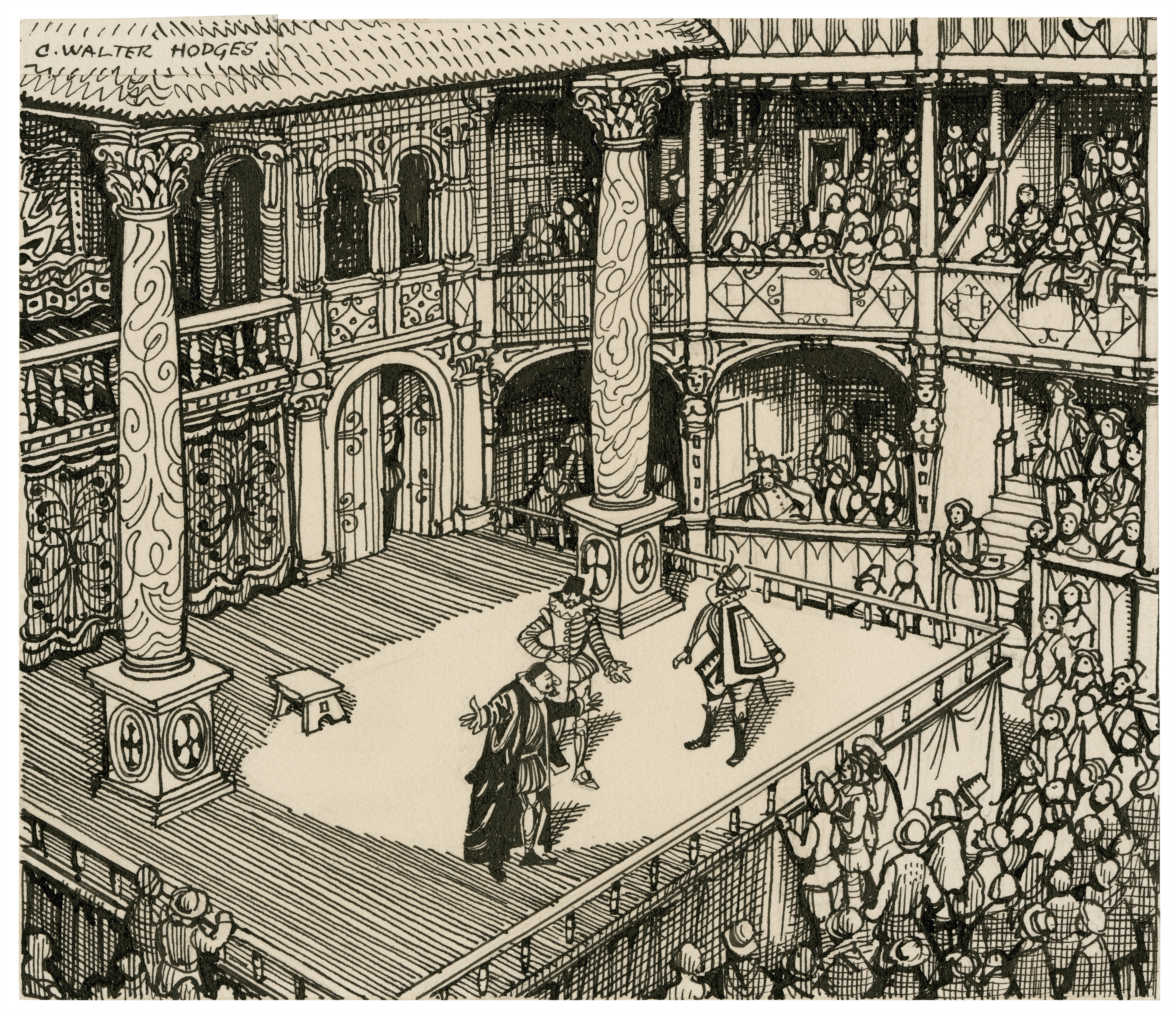
グローブ座の想像図。プロセニアム・アーチ以前の張り出し舞台

ルネサンス期の屋外型張り出し舞台では、俳優が直接観客に語りかけるという形式もあった。例えばシェイクスピアが活躍していた時代、イギリスの劇場は、舞台は観客のいる空間に張り出しており、複数の方向から観劇できる形式のものが主流だった。
ピューリタン革命によってイギリス・ルネサンス演劇はいったん中断する。そして王政復古期に再開した際には、シェイクスピアの時代のような張り出し舞台は影をひそめ、フランスやイタリアの影響を受けたプロセニアム・アーチを持つ劇場が主流になっていく。しかしイギリスの場合、幕を下ろした際に幕の前で俳優が演技するための張り出し部分（エプロン）も設けられた。

## プロセニアム・アーチの影響
プロセニアム・アーチの存在はそこで上演される演劇に多大な影響を与えた。舞台装置の面では、アーチにとりつけられる幕が、大掛かりな舞台転換を容易にするなど様々な効果をもたらした。多幕ものの戯曲が書かれるようになったのも、劇場に幕が登場してからだという説がある。また、アーチの裏側の左右に副舞台が設けられ、大きな舞台装置を隠すことも可能になった。さらにプロセニアム・アーチは舞台上部にとりつけられた照明装置や、上から吊り下げる舞台装置などを隠す役割も果たした。これにより、それまで簡素なものが中心だった舞台装置はより華美になっていった。

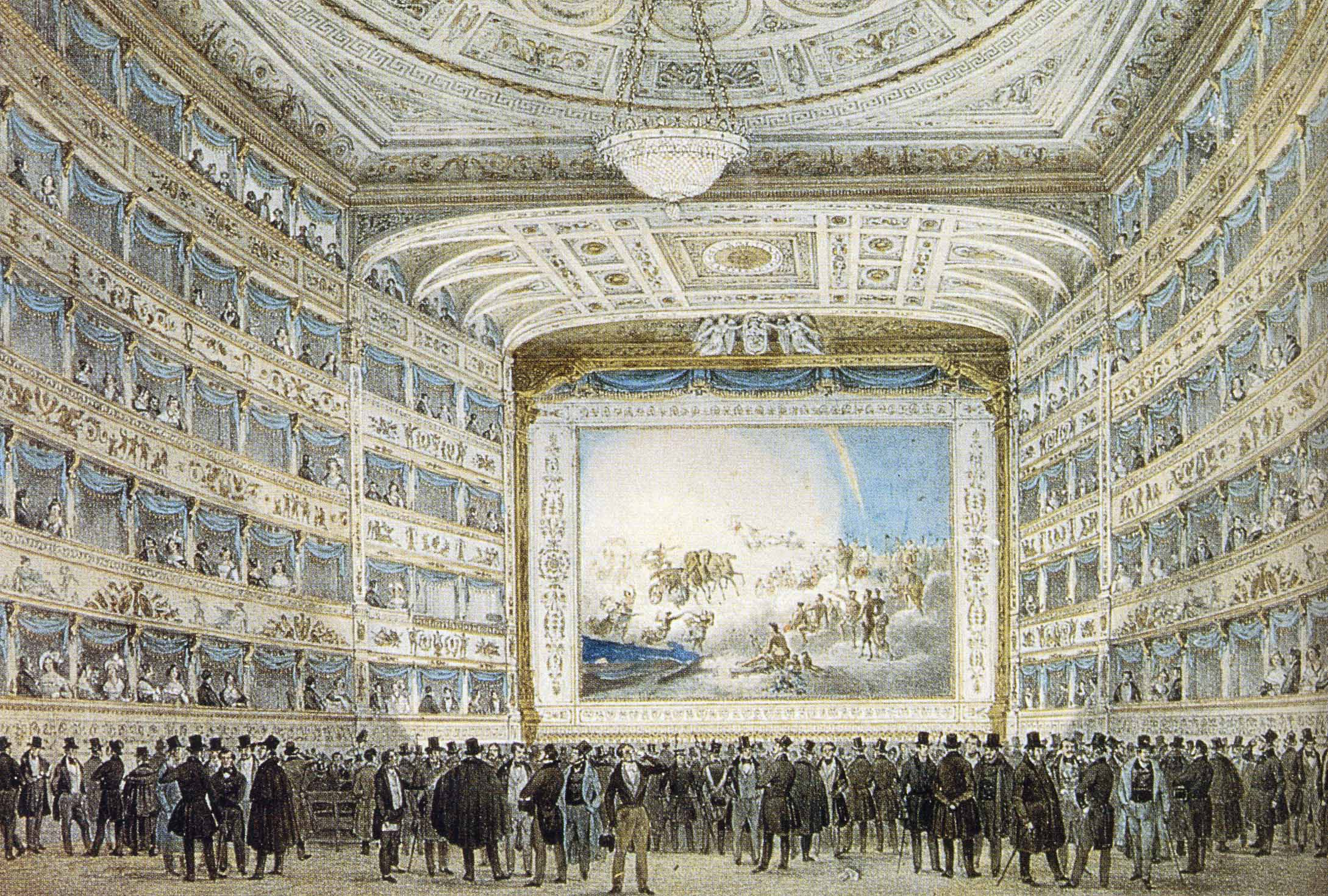
19世紀前半のフェニーチェ劇場

演技の面では、プロセニアム・アーチに囲まれた垂直面（舞台前面）が、舞台と客席とをはっきりと区切る「第四の壁」として意識される。観客は、奥の壁と左右の壁に囲まれた舞台という閉じた空間で行われていることを、透明な第四の壁を通して見ることになる。このような演技空間では、俳優は観客があたかも存在しないかのようにふるまう。観客も、舞台の上で行われている演劇に対し、別の世界で起こっている出来事を覗き見しているものと考えて物語に没入するようになり、いちいちこれは俳優が演じるお芝居であると意識したり、こんな出来事はありえないと現実の感覚を持ち込んだりすることをやめるようになる（不信の宙づり）。
プロセニアム・アーチの出現によって、演技の質はもちろん戯曲や演出、そして観劇体験の質も大きく変わっていった。
プロセニアム・アーチは舞台と観客を区切るものである。プロセニアム・アーチのない舞台では、観客と俳優は同空間に位置しており、観客は俳優の演劇をより身近なものとして味わうことができる。また、舞台上の劇世界は観客と俳優によって共有され、なんらかの相互作用が生まれやすい。
これに対しプロセニアム・アーチのある舞台では、観客と俳優はそれぞれ異なる空間に位置していると言える。全ての観客は基本的に一方から、プロセニアム・アーチという額縁を通して劇を見る。座る位置による見栄えはそれほど変わらず、それ故にアーチのない劇場よりも遙かに多くの観客席をつくることが可能となる。また舞台上の劇世界は、プロセニアム・アーチという額縁を通した絵画的・客観的なものとして提示される傾向が強まる。